# کارستن سیلینگ
کارستن سیلینگ (انگلیسی: Carsten Sieling؛ زادهٔ ۱۳ ژانویهٔ ۱۹۵۹) سیاستمدار، اقتصاددان، و سندیکاچی اهل آلمان است. سیلینگ از حزب سوسیال دموکرات (SPD) است که از سال ۲۰۱۵ تا ۲۰۱۹ به عنوان رئیس مجلس سنا و شهردار برمن خدمت کرده‌است. جانشین او آندریاس بوونشولته است.